# زندگی زیباست (فیلم ۲۰۱۲)
«زندگی زیباست» (انگلیسی: Life Is Beautiful (2012 film)) یک فیلم است که در سال ۲۰۱۲ منتشر شد.